# Graurul superb
Graurul superb (Lamprotornis superbus) este membru al familiei graurilor, Sturnidae. Această pasăre poate fi întâlnită în mod obișnuit în Africa de Est, inclusiv Etiopia, Somalia, Uganda, Kenya, Sudanul de Sud și Tanzania.

## Habitat
Graurul superb trăiește în savană, în zone aride cu tufișuri și salcâm, păduri deschise, păduri de pe malul lacului, grădini și câmpuri cultivate, la o altitudine de 0–2.650 de metri deasupra nivelului mării.

## Galerie

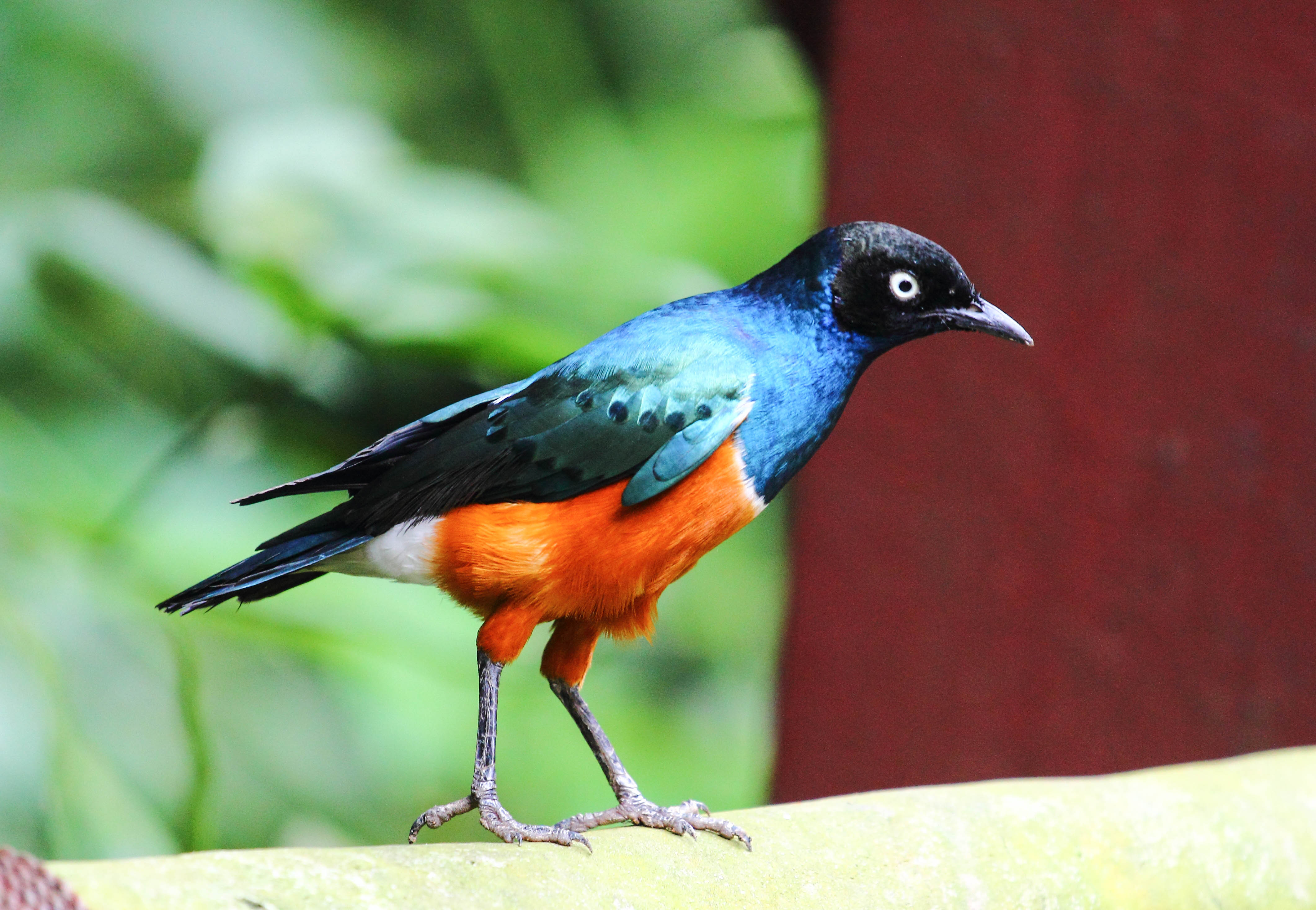
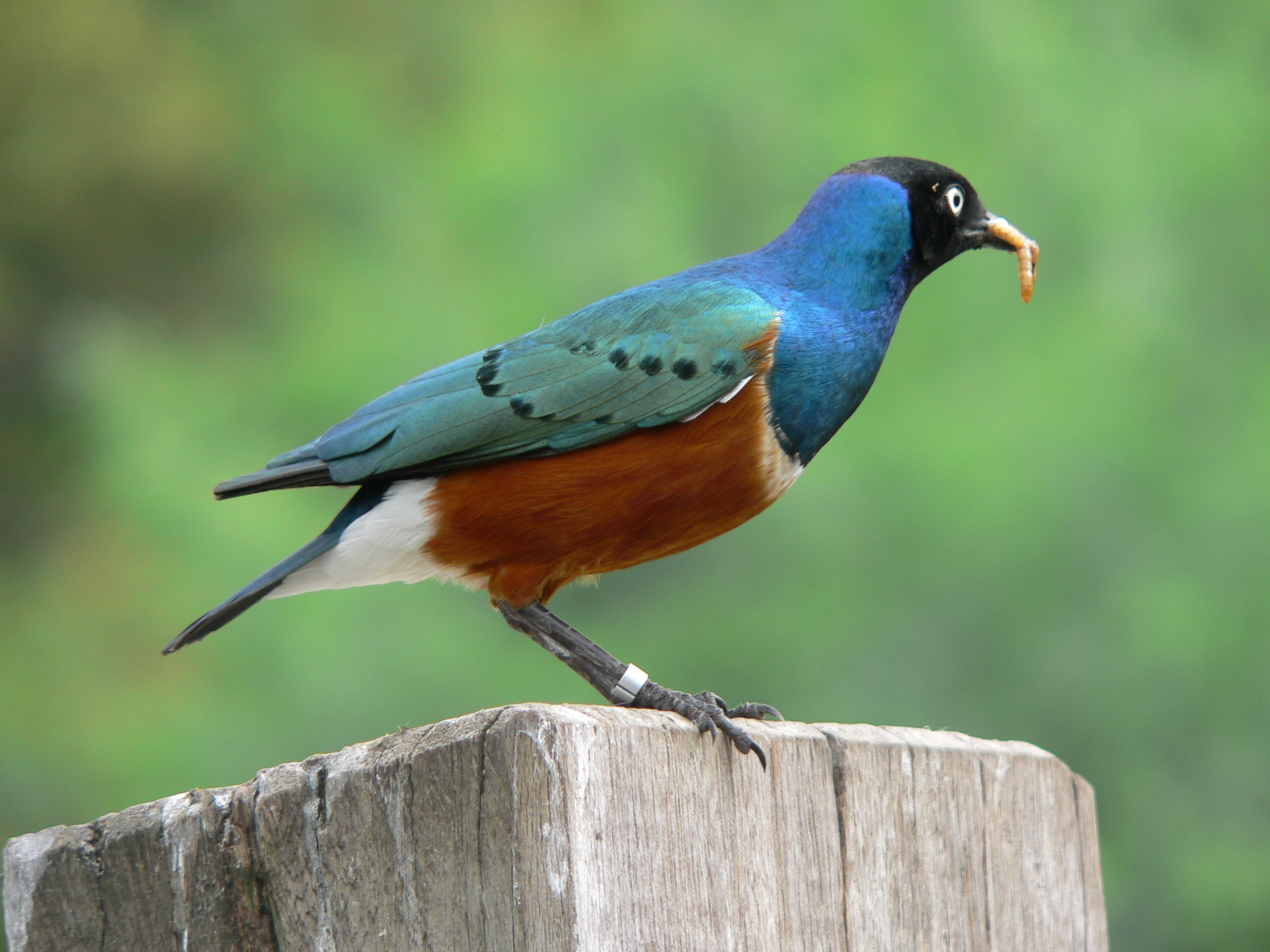
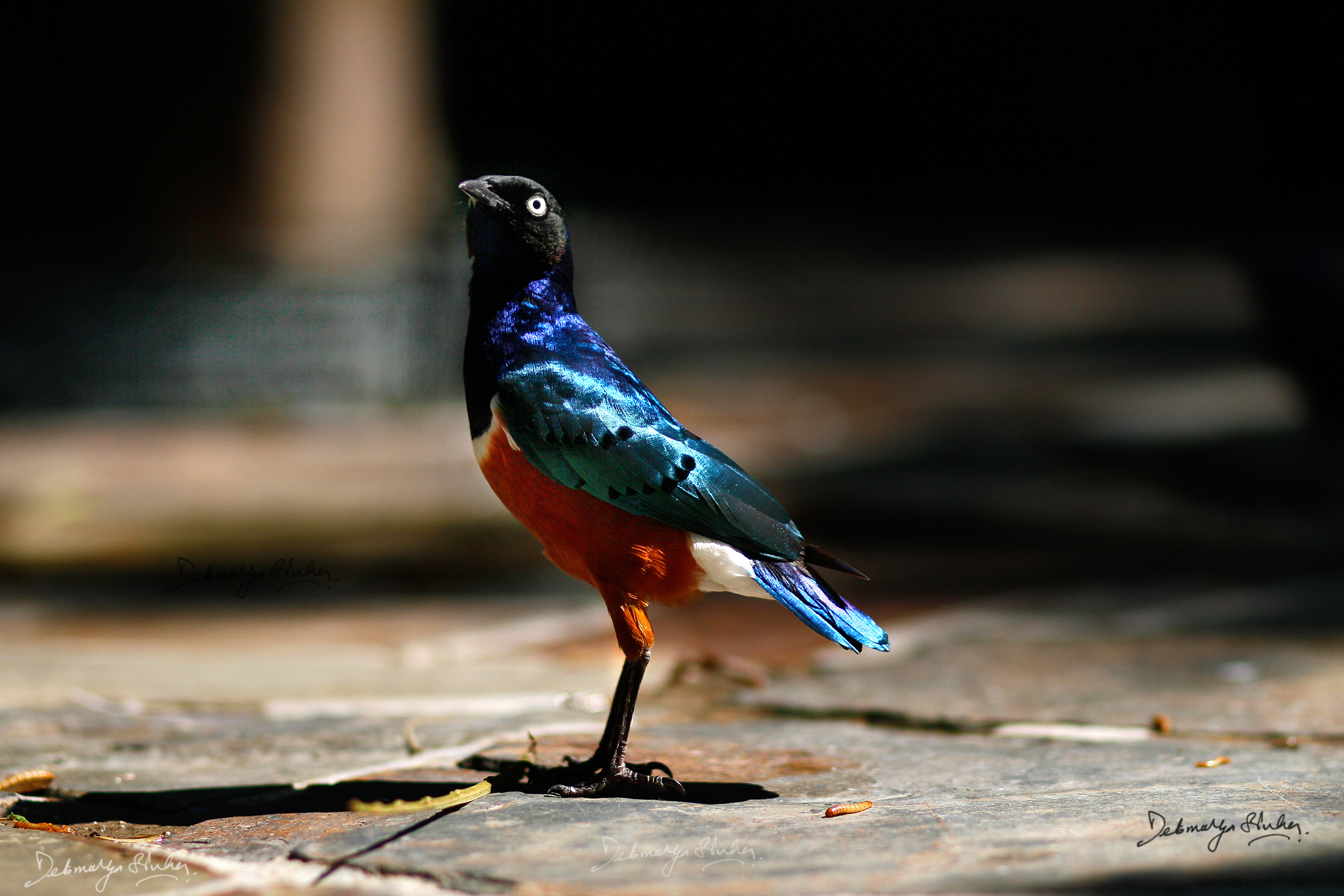
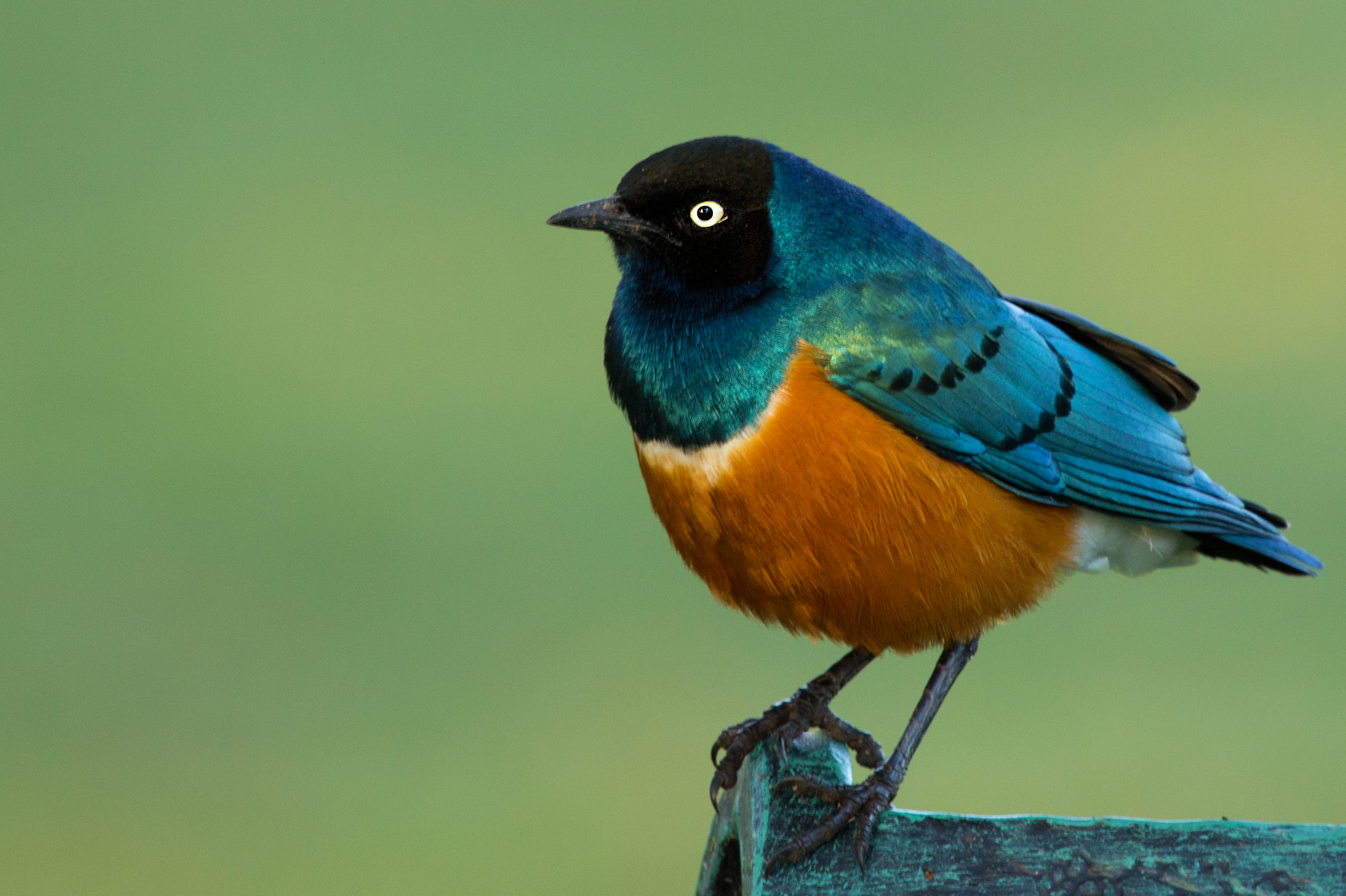
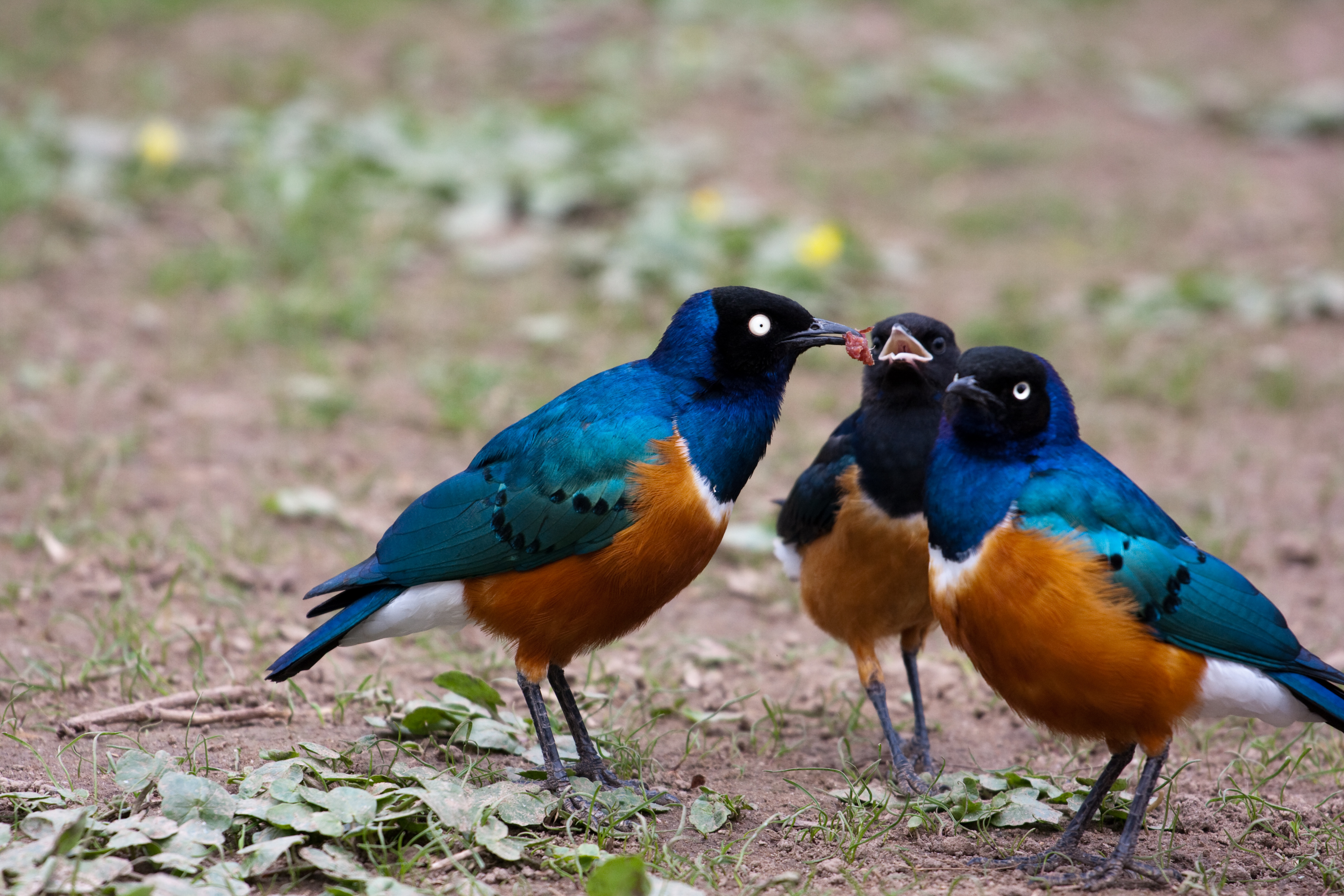
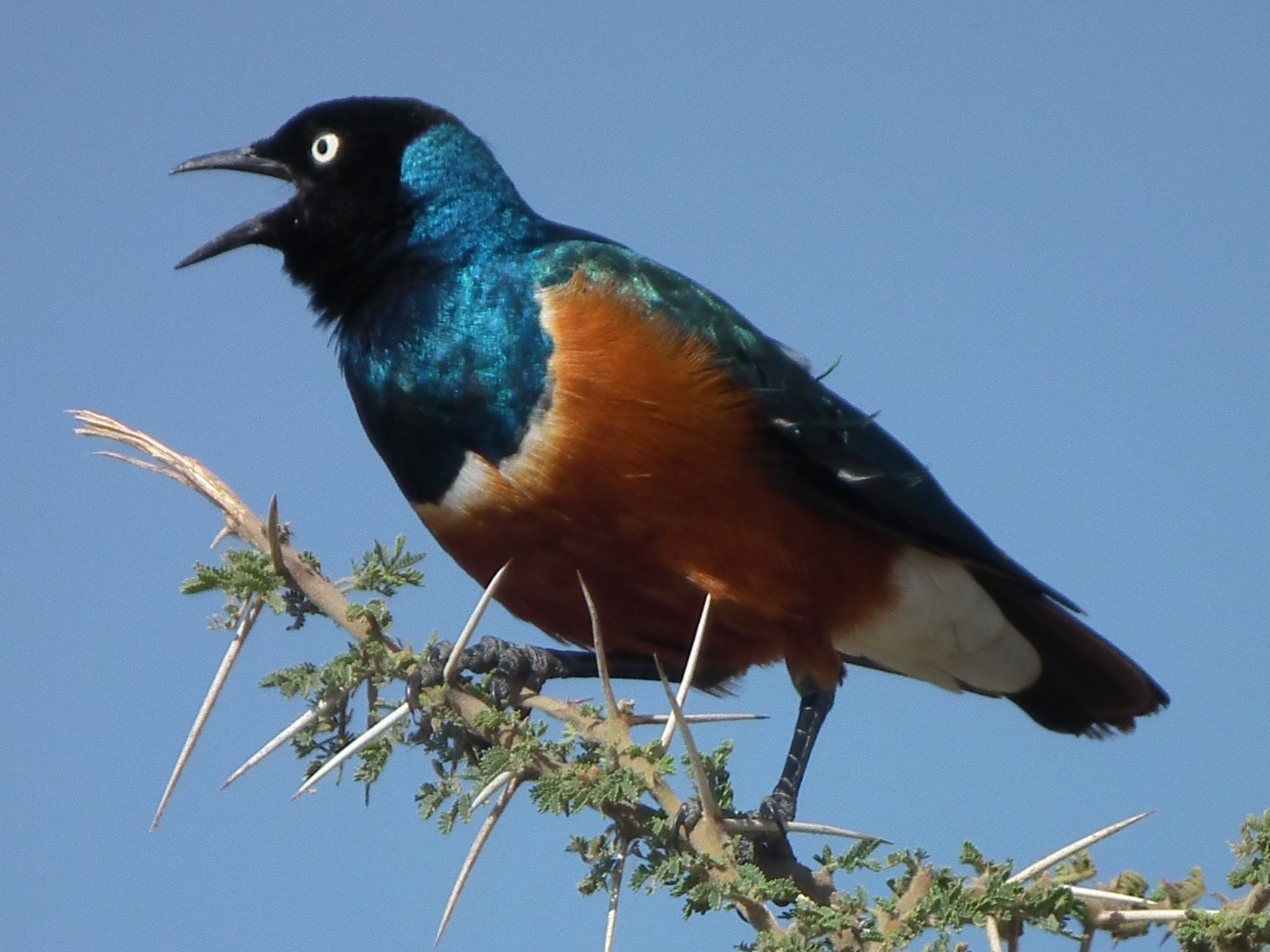